# Miho
Miho es un personaje ficticio de la novela gráfica Sin City de Frank Miller. En la película de 2005 está interpretada por Devon Aoki y en la secuela de 2013 por Jamie Chung.

## Biografía ficticia
Miho es una prostituta en la ciudad. Aparece en el volumen 2 de la serie, Una dama por la cual matar. En esta obra, ayuda a Dwight McCarthy a matar a Ava Lord y  a Manute, que lo hiere gravemente con una katana en cada brazo.
Miho luego aparece en el Volumen 3, La gran masacre. Durante este episodio, mata a Jackie Boy y su banda, este último se muestra muy emprendedora con una prostituta. Ese será un montón de problemas con las chicas de la ciudad vieja y Dwight McCarthy.
Miho aparece en el Volumen 5, Valores familiares. Dónde se mata a muchos mafiosos italianos en el orden que le dice Dwight.

## Apariciones en cómics
- A Dame to Kill For (1993)
- The Big Fat Kill (1994)
- Family Valeus (1997)
- Booze, Broads and Bullets (1997)

## Cine
- Sin City (2005), interpretada por Devon Aoki.
- Sin City: A Dame to Kill For (2013), interpretada por Jamie Chung.

- Datos: Q3313075